# هيبرنيا (تجسيد)

هيبرنيا تمثل أيرلندا في حالة الحداد. كما نشرتها الجريدة الوطنية أيرلندا المتحدة التي تلت موت Edmund Dwyer Gray في 1888.

هيبرنيا  كتجسيد وطني تمثل جزيرة أيرلندا ظهرت في عديد من الرسوم الكارتونية والرسومات، خاصةً في القرن 19.